# MiVEC
MiVEC (ang.: Mitsubishi innovative valve timing and lift electronic control system) - silnik DOHC z elektronicznie sterowanym systemem zmiennych faz rozrządu, które zaprojektowano w Japonii, a produkcję uruchomiono w nowych zakładach Mitsubishi Motors Corporation. Zmniejsza się przez to zużycie paliwa i poprawia się dynamika silnika, gdyż zawory otwierają się bez opóźnień. Stosowany obecnie m.in. w modelu Lancer, Lancer Evolution IX i X, ASX oraz Outlander.